# Anthony Roberson
Anthony Roberson (* 14. Februar 1983 in Saginaw, Michigan) ist ein US-amerikanischer Basketballspieler.

## Karriere

### College (bis 2005)
Roberson machte in seinem Junior-Jahr an der High School durchschnittlich 24 Punkte pro Spiel und bekam aufgrund dessen Angebote der Duke University, der Michigan State University und der University of Michigan, entschied sich letztendlich aber für die University of Florida, wo er für das Hochschulteam Gators bis 2005 in der NCAA spielte.

### Profi in den USA (2005 bis 2009)
Nach seiner Junior-Saison auf dem College kündigte Roberson seine Bewerbung für die NBA-Draft 2005 an, wurde allerdings nicht gedraftet und danach im August 2005 von den Memphis Grizzlies verpflichtet. Während seiner ersten NBA-Saison spielte er zeitweise für Arkansas RimRockers, dem Farmteam der Grizzlies. Im Oktober 2006 wurde Roberson von den Golden State Warriors unter Vertrag genommen, die ihn allerdings bereits Anfang Januar 2007 wieder entließen. Roberson erhielt für die Saison 2007/08 keinen Vertrag von einem NBA-Team und spielte deshalb für den israelischen Pokalsieger Hapoel aus Jerusalem und am Ende der Spielzeit noch sechs Spiele für den Istanbuler Klub TTNet aus Beykoz, der jedoch am Ende der Spielzeit als Tabellenletzter aus der Türkiye Basketbol Ligi wieder abstieg. Ab Juli 2008 nahm Roberson für die New York Knicks an der Summer League teil und erhielt daraufhin einen Zweijahresvertrag bei den Knicks. Im Februar 2009 wechselte Roberson zusammen mit Tim Thomas und Jerome James im Tausch für Larry Hughes zu den Chicago Bulls.

### Europa (2007/08 und 2009 bis 2011)
Nachdem Roberson schon in der Saison 2007/08 in Israel und der Türkei gespielt hatte, bekam er Anfang Dezember 2009 einen Vertrag bei Illkirch-Graffenstaden Basket in Straßburg, für die er in der französischen LNB Pro A spielte. Dieser Verein beendete die Spielzeit als Drittletzter und damit auf dem letzten Nicht-Abstiegsplatz. Ende Oktober 2010 bekam Roberson dann einen Vertrag beim italienischen Erstligisten Enel aus Brindisi. Dieser Verein war jedoch am Ende der Spielzeit 2010/11 Tabellenletzter der Lega Basket Serie A und stieg ab.

### Asien und Südamerika (2011 bis 2014)
Roberson wechselte für die Spielzeit 2011/12 in die Chinese Basketball Association und spielte für Xunxing aus Fujian. Nach einem Jahr ging er nach Argentinien, um in der Liga Nacional de Básquetbol für Club La Unión aus Formosa zu spielen. Nach einer Saison wechselte er nach Katar, wo er bei al-Jaish unterkam.

### Zurück in Europa (seit 2014)
Die Saison 2014/15 begann Roberson in Griechenland bei Ikaros Chalkidas. Im Herbst 2014 wechselte er nach Zypern zu APOEL Nikosia.